# Jeep (périodique)

Jeep est un journal de bande dessinée fondé par Guy Depière paru entre 1945 et 1946.

## Séries
- La bande infernale de Maurice Tillieux  sous le nom de John Cliff.
- Patrick et Dolly de Maurice Tillieux  sous le nom de James Jhames.
- Zouzour et Zourzou de Maurice Tillieux sous le nom de Ronald Scott.
- Dasy Black de Maurice Tillieux.

#### Livres
: document utilisé comme source pour la rédaction de cet article.
- Frans Lambeau, « Jeep et Jeep-Blondine », dans Dictionnaire illustré de la bande dessinée belge : de la libération aux fifties (1945-1950), Liège, Les Éditions de la Province de Liège, 2016, 327 p., ill. ; 27 cm (ISBN 9782390100294 et 2390100295, OCLC 949771202, présentation en ligne), p. 160-161.